# Liste de jeux vidéo de basket-ball
Cette liste de jeux vidéo de basket-ball recense des jeux vidéo de sport basés sur le basket-ball.
- Haut – A
- B
- C
- D
- E
- F
- G
- H
- I
- J
- K
- L
- M
- N
- O
- P
- Q
- R
- S
- T
- U
- V
- W
- X
- Y
- Z

## A
- AND 1 Streetball
- Arch Rivals
- Atari Basketball

## B
- Backyard Basketball
- Backyard Basketball 2004
- Backyard Sports: Basketball 2007
- Barkley: Shut Up and Jam!
- Barkley: Shut Up and Jam! 2
- Basket Master
- Basketball
- Basketball
- Basketball Pro Management 2012
- Basketball Pro Management 2013
- Basketball Pro Management 2014
- Basketball Pro Management 2015
- Basketball Xciting
- Basketbrawl
- Blancs ne savent pas sauter, Les
- Bouncers
- Bulls vs. Blazers and the NBA Playoffs
- Bulls vs. Lakers and the NBA Playoffs

## C
- Capcom Sports Club
- Coach K Basketball
- College Slam

## D
- David Robinson's Supreme Court
- Dick Vitale's "Awesome, Baby!" College Hoops
- Disney Sports: Basketball
- Double Dribble: The Playoff Edition

## E
- ESPN NBA 2K5
- ESPN NBA 2Night
- ESPN NBA 2Night 2002
- ESPN NBA Basketball
- ESPN NBA Hangtime '95

## F
- Fast Break
- Fernando Martin Basket Master
- Fiba Basketball Manager 2008
- Fox Sports College Hoops '99
- FreeStyle Street Basketball
- From TV Animation Slam Dunk: Kyōgō Makkō Taiketsu!

## G
- Gasketball
- GBA Championship Basketball: Two-on-Two
- Golden Basket

## H
- Harlem Globetrotters: World Tour

## I
Pas d'entrée.

## J
- Jammit
- Jordan vs. Bird: One-on-One

## K
- Kidz Sports Basketball
- Kobe Bryant in NBA Courtside
- Kobe Bryant Pro Basketball 2008

## L
- Lakers vs. Celtics and the NBA Playoffs
- Looney Tunes Basketball

## M
- Mario Slam Basketball

## N
- NBA 06
- NBA 07
- NBA 08
- NBA 2K
- NBA 2K1
- NBA 2K2
- NBA 2K3
- NBA 2K6
- NBA 2K7
- NBA 2K8
- NBA 2K9
- NBA 2K10
- NBA 2K11
- NBA 2K12
- NBA 2K13
- NBA 2K14
- NBA 2K15
- NBA 2K16
- NBA 2K17
- NBA 2K18
- NBA 2K19
- NBA 2K20
- NBA 3 on 3 Featuring Kobe Bryant
- NBA Action
- NBA Action '94
- NBA Action '95 starring David Robinson
- NBA Action 98
- NBA All-Star Challenge
- NBA All-Star Challenge 2
- NBA Ballers
- NBA Ballers: Phenom
- NBA Ballers: Rebound
- NBA Basketball
- NBA Basketball 2000
- NBA Courtside 2: Featuring Kobe Bryant
- NBA Elite 11
- NBA Full Court Press
- NBA Hang Time
- NBA Hoopz
- NBA in the Zone
- NBA in the Zone 2
- NBA in the Zone '98
- NBA in the Zone '99
- NBA in the Zone 2000
- NBA Inside Drive
- NBA Inside Drive 2000
- NBA Inside Drive 2002
- NBA Inside Drive 2003
- NBA Inside Drive 2004
- NBA Jam (1993)
- NBA Jam: Tournament Edition
- NBA Jam Extreme
- NBA Jam 99
- NBA Jam 2000
- NBA Jam 2001
- NBA Jam 2002
- NBA Jam (2003)
- NBA Jam (2010)
- NBA Live 95
- NBA Live 96
- NBA Live 97
- NBA Live 98
- NBA Live 99
- NBA Live 2000
- NBA Live 2001
- NBA Live 2002
- NBA Live 2003
- NBA Live 2004
- NBA Live 2005
- NBA Live 06
- NBA Live 07
- NBA Live 08
- NBA Live 09
- NBA Live 10
- NBA Live 14
- NBA Live 15
- NBA Live 16
- NBA Live 18
- NBA Live 19
- NBA Playgrounds
- NBA Playgrounds 2
- NBA Pro '99
- NBA ShootOut 2000
- NBA ShootOut 2001
- NBA ShootOut 2002
- NBA ShootOut 2003
- NBA ShootOut 2004
- NBA Showdown
- NBA Showtime: NBA on NBC
- NBA Street
- NBA Street Vol. 2
- NBA Street V3
- NBA Street Homecourt
- NBA Street Showdown
- NCAA Basketball 09
- NCAA Basketball: Road to the Final Four
- NCAA Basketball: Road to the Final Four 2
- NCAA College Basketball 2K3
- NCAA Final Four 99
- NCAA Final Four 2000
- NCAA Final Four 2001
- NCAA Final Four Basketball
- Nicktoons Basketball

## O
- One on One
- One on One: Dr. J vs. Larry Bird

## P
- PC Basket 2003
- Pro Basketball Manager 2016
- Pro Basketball Manager 2017
- Pro Basketball Manager 2019

## Q
Pas d'entrée.

## R
Pas d'entrée.

## S
- Slam City with Scottie Pippen
- Street Hoop
- Street Hoops
- Street Jam Basketball
- Street Sports Basketball
- Super Real Basketball
- Super Street Basketball
- Super Street Basketball 2

## T
- Team USA Basketball
- Tecmo Super NBA Basketball
- Total NBA '96
- Total NBA '97
- Total NBA '98
- TV Sports Basketball

## U
- US Basket Master

## V
Pas d'entrée.

## W
- Wii Sports Resort
- World Basketball Manager
- World League Basketball (1992)
- World League Basketball (1997)

## X
Pas d'entrée.

## Y
Pas d'entrée.

## Z
Pas d'entrée.